# Andrea Pohling
Andrea Pohling (* 21. Februar 1966 in Finsterwalde) ist eine ehemalige deutsche Badmintonspielerin.

## Leben
1982 erkämpfte sich Pohling ihre erste Medaille bei den DDR-Meisterschaften der AK 14/15. Bis 1984 gehörte sie zu den Top-12-Juniorenspielerinnen der DDR. Mit 17 Jahren schaffte sie den Sprung in das Oberliga-Team von Fortschritt Tröbitz und trug als Stammspielerin wesentlich zum Gewinn der Bronzemedaille bei den DDR-Mannschaftsmeisterschaften 1984 bei. Mit dem Beginn ihres Pädagogik-Studiums zog sie sich aus dem aktiven Badmintonsport zurück. Andrea Pohling lebt heute in Finsterwalde und arbeitet in Sonnewalde als Lehrerin.

## Sportliche Erfolge
| Saison    | Veranstaltung                    | Disziplin   | Name | Platz |
| --------- | -------------------------------- | ----------- | --- | ----- |
| 1981/1982 | DDR-Einzelmeisterschaft AK 14/15 | Damendoppel | Andrea Pohling / Petra Schubert (Fortschritt Tröbitz) | 3     |
| 1983/1984 | DDR-Mannschaftsmeisterschaft     | Mannschaft  | Fortschritt Tröbitz (Frank-Thomas Seyfarth, Jens Scheithauer, Joachim Schimpke, Thomas Dittrich, Klaus Skobowsky, Harald Richter, Jörg Deutschmann, Petra Schubert, Andrea Pohling) | 3     |